# Мушлер, Конрад
Конрад Мушлер (нем. Conrad Muschler; 1842, Нюрнберг — 24 сентября 1907, Штеглиц, ныне в составе Берлина) — немецкий оперный певец (бас).
Ученик нюрнбергского дирижёра Карла Дюмонта. В 1867 году в Вюрцбурге, в сезоне 1868—1869 гг. пел в Берне, затем работал в Нюрнберге, где завоевал солидную репутацию. С 1879 года солист Баварской придворной оперы в Мюнхене. Затем в начале 1880-х гг. в Ахене и Аугсбурге.
После завершения певческой карьеры перебрался в Берлин, где открыл школу вокалистов. Среди его учеников, в частности, Фридрих Вейдеман.
Был женат на певице Эвелине Зольбриг. Их сын — ботаник Рейнхольд Мушлер.